# إدوين تي وودورد
إدوين تي وودورد (بالإنجليزية: Edwin T. Woodward)‏ هو ضابط أمريكي، ولد في 8 مارس 1843 في كاسلتون في الولايات المتحدة، وتوفي في 22 فبراير 1894 في ساراتوغا سبرينغس في الولايات المتحدة.